# Wilhelm Loth
Wilhelm Loth (* 24. September 1920 in Darmstadt; † 17. Februar 1993 ebenda) war ein deutscher Bildhauer.

## Leben
Loth absolvierte eine Ausbildung zum Vermessungstechniker und nahm Privatunterricht bei Fritz Schwarzbeck und orientierte sich, da er Arno Breker und Josef Thorak ablehnte, an Wilhelm Lehmbruck und Ernst Barlach. 1937 trat er in Briefkontakt mit Käthe Kollwitz, die ihn ab 1938 darin bestärkte, sich ganz der Bildhauerei zu widmen. Ab 1940, während des Zweiten Weltkriegs, war er im Arbeits- und Kriegsdienst tätig und besuchte nebenher die Bildhauerklasse von Toni Stadler an der Städelschule in Frankfurt. 1946 wurde Loth aus einer zweijährigen Kriegsgefangenschaft entlassen. 1947 setzte er sein Studium bei Fritz Schwarzbeck fort und übte im darauf folgenden Jahr eine Lehrtätigkeit als Assistent an der Technischen Hochschule Darmstadt aus.
Loth engagierte sich für die Neugründung der Darmstädter Sezession, ab 1953 als ihr Vorsitzender.
Von 1958 bis 1986 leitete er als Professor die Bildhauerklasse an der Staatlichen Akademie der Bildenden Künste Karlsruhe. 1955 wurde er mit dem Kunstpreis der Stadt Darmstadt ausgezeichnet, der seit 1995 die Bezeichnung Wilhelm-Loth-Preis trägt. 1959 erhielt er ein Stipendium der Villa Massimo. Loth gehörte 1964 zu den Teilnehmern der documenta III in Kassel. Loth war Mitglied des Deutschen Künstlerbundes, 1989 als erster Vorsitzender.
Schüler von Loth waren u. a. der Bildhauer Franz Bernhard, die Bildhauerin Barbara Isabella Bauer-Heusler sowie Jürgen Goertz, Jörn Kausch, Guido Kucznierz, Ingeborg Maier-Buss, Robert Schad, Jutta Schwalbach, Hannelore Neeb (Meisterschülerin) und Elisabeth Wagner.

### Preise und Auszeichnungen (Auswahl)
- 1955 Kunstpreis der Stadt Darmstadt
- 1965 Großer Kunstpreis der Stadt Köln
- 1979 Bundesverdienstkreuz am Bande
- 1990 Jerg-Ratgeb-Preis

### Wilhelm-Loth-Stiftung
1992 wurde die Wilhelm-Loth-Stiftung in Karlsruhe ins Leben gerufen, deren Grundstock dreißig Bronzen sowie Kunststoffe und zahlreiche Gipse wie auch etwa dreitausend Zeichnungen und Aquarelle umfasst.

## Werk
Loths Œuvre als Metallbildhauer ist der Neuen Figuration zuzuordnen. Seine Arbeiten sind Sinnbilder der modernen, sinnlichen und optimistischen Frau an der Schwelle zum dritten Jahrtausend.

„Schönheit das ist für mich nicht eine vom Leben abgehobene Idealvorstellung, sondern ich suche sie in Formen, die das reale Leben anbietet und die für mich schön sind, weil sie lebensbejahend sind. Eine Schönheit, an der alle Frauen teilhaben können.“

Etwa ab 1957 wandelt sich Loths Formensprache grundlegend und die Formen seiner Figuren werden kantig.
Mitte der 1960er Jahre ging Loth dann dazu über, seinen Figuren (beziehungsweise Torsi) stereometrische Formen, häufig Kuben, gegenüberzusetzen oder beide zu kombinieren, was zu einem spannungsreichen Kontrast zwischen den weichen und den harten Formen führt.
Für die Bundesrepublik Deutschland als Auftraggeber führte Loth mehrere Aufträge aus, darunter Arbeiten für die Deutsche Botschaft Lissabon (1970), das Deutsche Krebsforschungszentrum in Heidelberg (1972) oder die Figur 41/70 (1973), Aluminiumguss, 330 × 90 × 90 cm, an der Zwischenunterbringungsmöglichkeit für Flüchtlinge und Asylbegehrende des Landes Nordrhein-Westfalen (ehedem Diplomatenschule des Auswärtigen Amtes), Gudenauer Weg 134–136, Bonn.

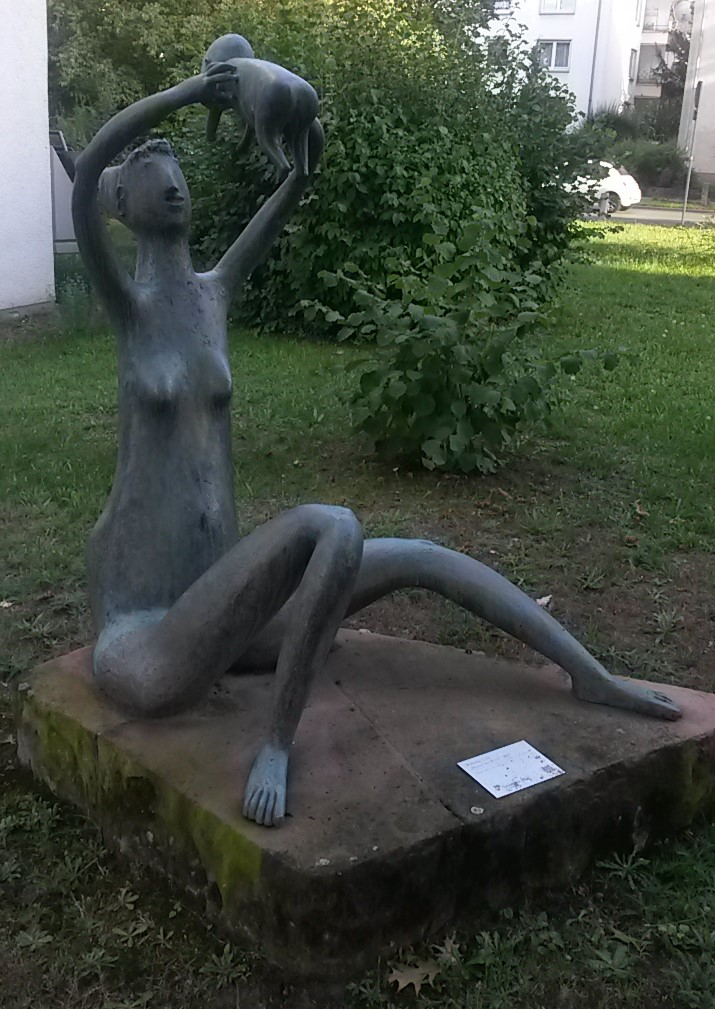
Mutter mit Kind (1955). Bronze, 190 × 120 × 160 cm (mit Sockel). Beckstr. / Heinrichstraße, Darmstadt. Eigentum: Bauverein AG Darmstadt
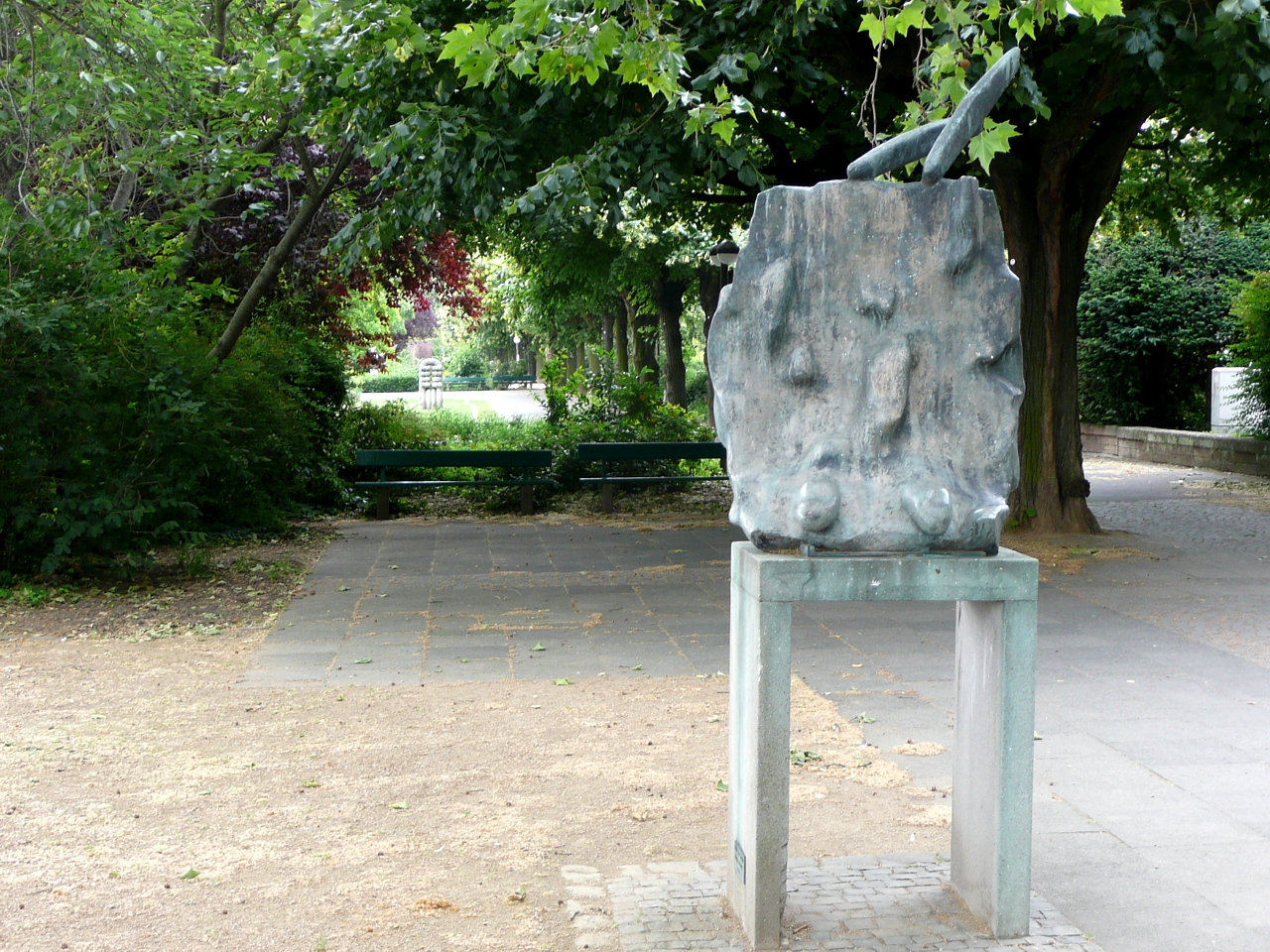
Stürzende Figur (1961). Stresemannufer, Mainz
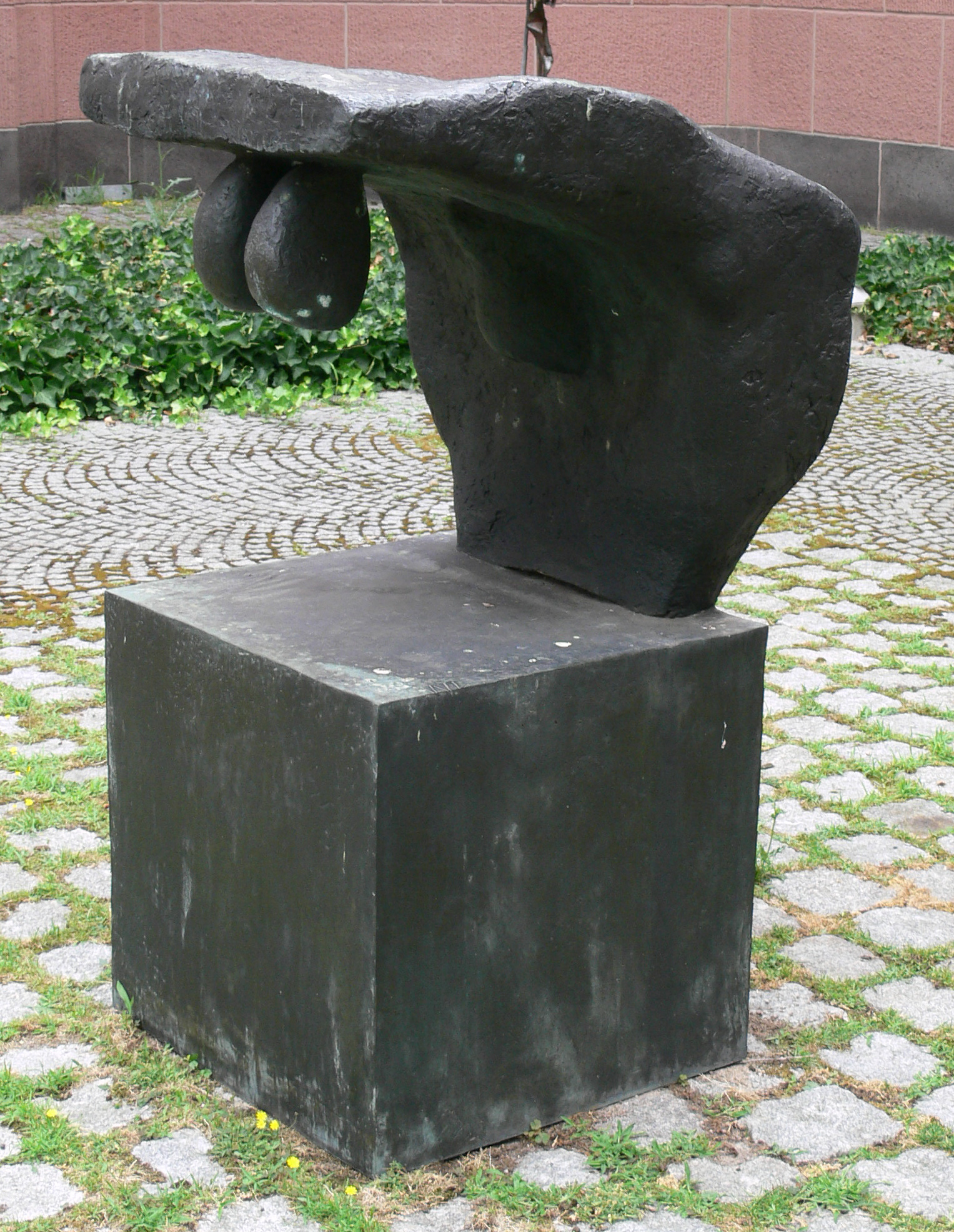
Figur im Würfel 15 (1964). Kunsthalle Mannheim
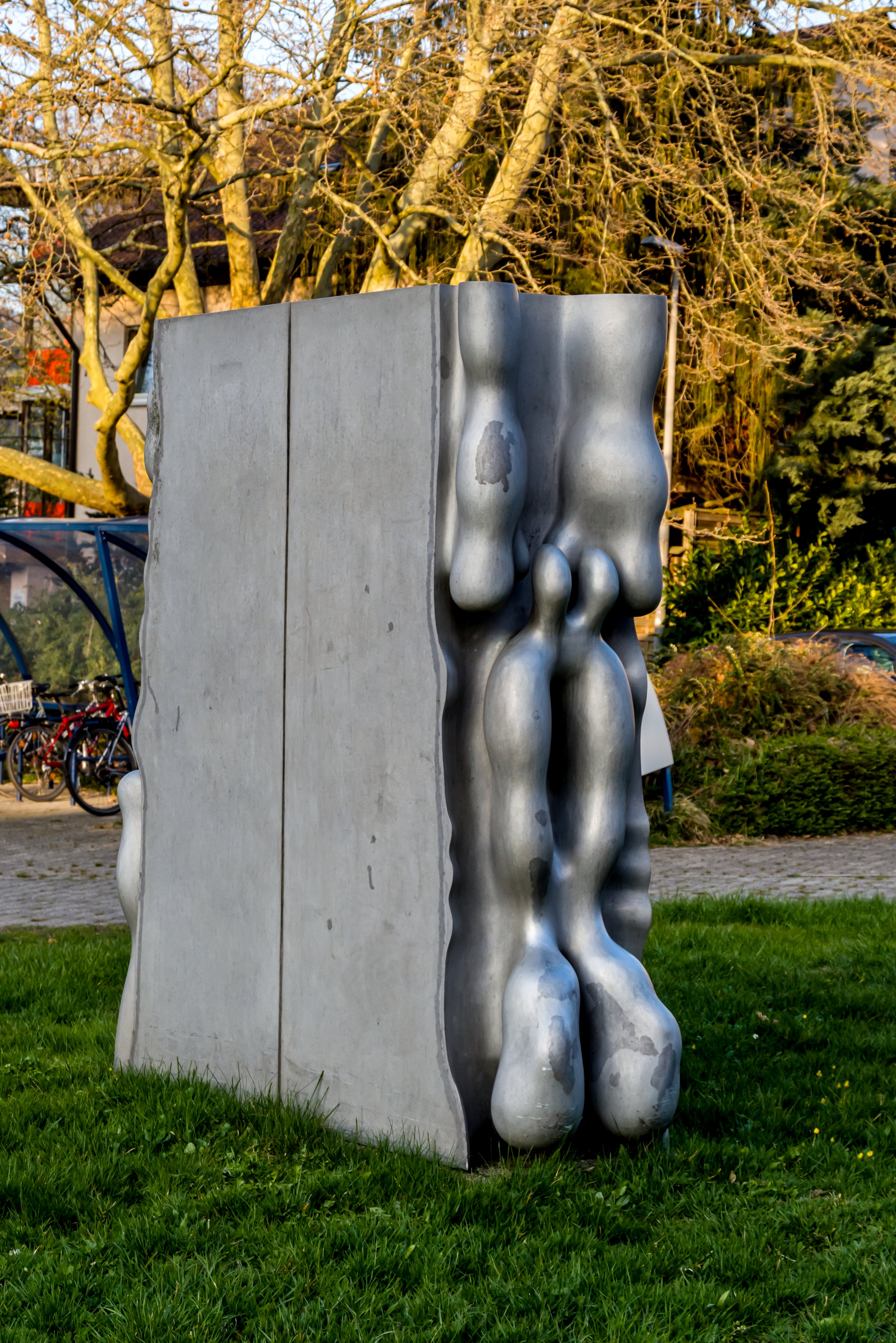
Vertikale Doppelfigur (1968). KG II der Pädagogischen Hochschule, Kunzenweg 21, Freiburg im Breisgau